# Sufjan Stevens
Sufjan Stevens (* 1. července 1975, Detroit, Michigan) je americký zpěvák a multiinstrumentalista. Do širšího povědomí vstoupil poprvé s albem A Sun Came (2000). To vydalo vydavatelství Asthmatic Kitty, jež Stevens založil spolu se svým nevlastním otcem. Pravděpodobně nejvíc se proslavil albem Illinois (2005), které se dostalo na první místo v hitparádě časopisu Billboard, a singlem „Chicago“ z tohoto alba. Za svou píseň „Mystery of Love“ z filmu Dej mi své jméno byl nominován na Oscara v kategorii nejlepší původní píseň a na cenu Grammy v kategorii nejlepší píseň napsaná pro vizuální média.
Stevens vydal různorodá alba, od elektronického Enjoy Your Rabbit a lo-fi folkového Seven Swans až k symfonickému Illinois anebo Songs for Christmas s vánoční tematikou. Uplatňuje rozmanitou škálu hudebních nástrojů, přičemž často si mnohé z nich sám nahrává, a v hudbě mnohdy střídá různé hudební takty. I když jeho písně opakovaně obsahují křesťanská témata, Stevens vícekrát vyjádřil záměr oddělit svou víru od tvorby.

## Biografie
Sufjan Stevens se narodil v Detroitu v Michiganu, kde žil do svých devíti let, kdy se s rodinou přestěhoval do města Petoskey v severní části státu. Byl vychován otcem Rasjidem a nevlastní matkou, jeho matka Carrie jej navštěvovala jen výjimečně, spolu se svým druhým manželem Lowellem Bramsem. (Brams se později stal vedoucím Stevensova vydavatelství Asthmatic Kitty.) Navštěvoval postupně Střední školu v Petoskey, prestižní Interlochen Arts Academy a nakonec absolvoval Harbor Light Christian School. Následně započal studia na Hope College v Hollandu v Michiganu a na The New School v New Yorku získal titul master of fine arts.
„Sufjan“, jméno arabského a perského původu, znamená „ten, kdo přichází s mečem“. Toto jméno bylo dáno Stevensovi náboženským hnutím Subud, k němuž Stevensovi rodiče patřili.
Coby multiinstrumentalista je Stevens znám především jako hráč na banjo, ovládá ale i klavír, bubnové nástroje, xylofon a několik dalších nástrojů, které zpravidla zapojuje na svých albech prostřednictvím vícestopého nahrávacího procesu. Během studií se zabýval hrou na hoboj a anglický roh. Na kytaru se Stevens naučil hrát teprve na vysoké škole.
Hudební kariéru odstartoval během studií ve folkrockové skupině Marzuki, ta byla pojmenovaná podle jeho bratra, známého maratónského běžce. Hrál (a nadále příležitostně hraje) také na několik nástrojů v rodinné skupině Danielson. Během posledního semestru na Hope College napsal a nahrál své debutové sólové album A Sun Came, jež vzápětí vydal na Asthmatic Kitty. Poté, co se přestěhoval do New Yorku, kde se účastnil tvůrčího psaní na The New School, nabyl dojmu, že se bude věnovat psaní, přestože se nakonec obrátil k tvorbě hudby.
V současnosti žije v Brooklynu v New Yorku, kde se stará o tamní pobočku vydavatelství Asthmatic Kitty.

## The BQE a další vedlejší projekty
V roce 2007 vydavatelství Asthmatic Kitty ohlásilo podzimní premiéru The BQE. Projekt popisovaný jako „symfonický a filmový průzkum nechvalně proslulé dálnice mezi Brooklynem a Queensem“ byl zprostředkován koncertním vystoupením. Premiéra The BQE představila původní Stevensův film (natočený na standardní a Super8 film), který byl doprovozen živým, čistě instrumentálním podkresem Stevense se symfonickým orchestrem. Vystoupení představilo 36 vystupujících, mezi něž se počítala malá rocková kapela, dechový, žesťový a houslový soubor a skupina tanečníků s obručemi. Jako fyzický nosič bylo The BQE vydáno roku 2009. Multimediální balíček obsahoval DVD s původním filmem (nikoliv záznam samotného vystoupení), CD se záznamem vystoupení, 40 stránkovou knížku s poznámkami a fotkami a 3D kaleidoskop.
Během turné k Illinois (2005) ve Stevensově kapele vystupovala také tehdy ještě neznámá Annie Clarková, ta posléze začala vystupovat sólově pod pseudonymem St. Vincent.
Roku 2012 Stevens oznámil plán vydat EP ve spolupráci s producentem Sonem Luxem a rapperem Serengetim pod jménem S / S / S. Album pojmenované Beak & Claw vyšlo ještě téhož roku. V roce 2014 Stevens s touto dvojicí vydal pod novým jménem Sisyphus stejnojmenné studiové album.
Ku příležitosti Record Store Day roku 2012 vydal sedmipalcový vinyl se zpěvačkou Rosie Thomasovou pojmenovaný Hit & Run Vol. 1.
Během jara až léta roku 2012 se Stevensem vystupoval Nico Muhly a Bryce Dessner v rámci projektu Planetarium. Cyklus klasických skladeb inspirovaných planetami sluneční soustavy představili v Anglii, Nizozemsku, Austrálii a Francii.

## Diskografie
- 2000 A Sun Came
- 2001 Enjoy Your Rabbit
- 2003 Michigan
- 2004 Seven Swans
- 2005 Illinois
- 2006 Songs for Christmas, Vols. 1-5
- 2009 The BQE
- 2010 The Age of Adz
- 2012 Silver & Gold: Songs for Christmas, Vols. 6-10
- 2015 Carrie & Lowell
- 2020 The Ascension
- 2021 Convocations
- 2021 A Beginner´s Mind